# Suvorovo
Suvorovo (in bulgaro Суворово?) è un comune bulgaro situato nella regione di Varna di 7 593 abitanti (dati 2009). La sede comunale è nella località omonima.

## Località
Il comune è formato dall'insieme delle seguenti località:
- Banovo
- Černevo
- Drăndar
- Izgrev
- Kalimanči
- Levski
- Nikolaevka
- Prosečen
- Suvorovo (sede comunale)